# Imunoelektronová mikroskopie

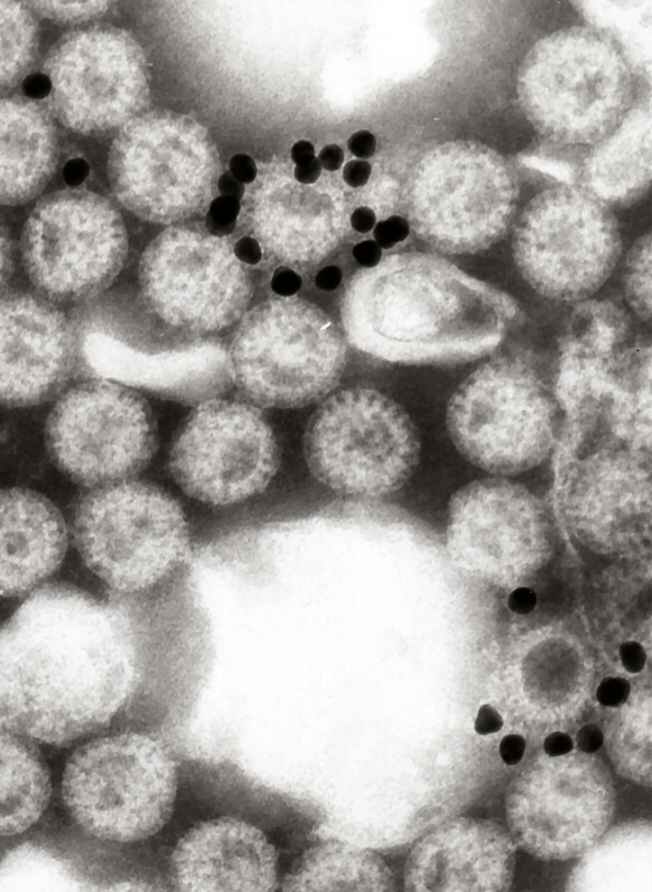
Mikrofotografie rotavirových částic reagujících s monoklonální protilátkou specifickou pro virový kapsidový protein Vp6

Imunoelektronová mikroskopie je metoda používaná v elektronové mikroskopii k určení virové infekce.
Metoda využívá schopnost protilátek vázat se na specifické receptory (antigeny) na povrchu buňky. Protilátka způsobuje shlukování virových částic, které jsou jinak rozptýleny. Protilátky jsou menší než viry a mají jiný tvar, takže lze viry identifikovat.
Poprvé byla imunoelektronová mikroskopie použita v roce 1941 při zkoumání viru tabákové mozaiky. V šedesátých letech 20. stol. tuto metodu využívala viroložka June Almeida při výzkumu virů, který vedl k objevu koronavirů.